# Gran Premio de Catar de Motociclismo de 2016
El Gran Premio de Catar de 2016 (oficialmente Commercial Bank Grand Prix Of Qatar) fue la primera prueba del Campeonato del Mundo de Motociclismo de 2016. Tuvo lugar en el fin de semana del 18 al 20 de marzo de 2016 en el Circuito Internacional de Losail, situado en la ciudad de Doha, Catar.
La carrera de MotoGP fue ganada por Jorge Lorenzo, seguido de Andrea Dovizioso y Marc Márquez. Thomas Lüthi fue el ganador de la prueba de Moto2, por delante de Luis Salom y Simone Corsi. La carrera de Moto3 fue ganada por Niccolò Antonelli, Brad Binder fue segundo y Francesco Bagnaia tercero.

## Resultados

### Resultados MotoGP
| Pos.    | N.º | Piloto           | Constructor | Vueltas | Tiempo        | Parrilla | Puntos |
| ------- | --- | ---------------- | ----------- | ------- | ------------- | -------- | ------ |
| 1       | 99  | Jorge Lorenzo    | Yamaha      | 22      | 42:28.452     | 1        | 25     |
| 2       | 4   | Andrea Dovizioso | Ducati      | 22      | +2.019        | 6        | 20     |
| 3       | 93  | Marc Márquez     | Honda       | 22      | +2.287        | 2        | 16     |
| 4       | 46  | Valentino Rossi  | Yamaha      | 22      | +2.387        | 5        | 13     |
| 5       | 26  | Dani Pedrosa     | Honda       | 22      | +14.083       | 7        | 11     |
| 6       | 25  | Maverick Viñales | Suzuki      | 22      | +15.423       | 3        | 10     |
| 7       | 44  | Pol Espargaró    | Yamaha      | 22      | +18.629       | 9        | 9      |
| 8       | 38  | Bradley Smith    | Yamaha      | 22      | +18.652       | 11       | 8      |
| 9       | 8   | Héctor Barberá   | Ducati      | 22      | +21.160       | 8        | 7      |
| 10      | 45  | Scott Redding    | Ducati      | 22      | +24.435       | 12       | 6      |
| 11      | 41  | Aleix Espargaró  | Suzuki      | 22      | +35.847       | 15       | 5      |
| 12      | 50  | Eugene Laverty   | Ducati      | 22      | +41.756       | 14       | 4      |
| 13      | 19  | Álvaro Bautista  | Aprilia     | 22      | +41.932       | 17       | 3      |
| 14      | 43  | Jack Miller      | Honda       | 22      | +41.982       | 18       | 2      |
| 15      | 53  | Esteve Rabat     | Honda       | 22      | +54.953       | 19       | 1      |
| Ret     | 6   | Stefan Bradl     | Aprilia     | 11      | Caída         | 20       |        |
| Ret     | 76  | Loris Baz        | Ducati      | 8       | Caída         | 16       |        |
| Ret     | 35  | Cal Crutchlow    | Honda       | 6       | Caída         | 10       |        |
| Ret     | 29  | Andrea Iannone   | Ducati      | 5       | Caída         | 4        |        |
| Ret     | 68  | Yonny Hernández  | Ducati      | 1       | Engine Sensor | 13       |        |
| DNS     | 9   | Danilo Petrucci  | Ducati      |         | No participó  |          |        |
| Fuente: |     |                  |             |         |               |          |        |

### Resultados Moto2
| Pos.    | N.º | Piloto              | Constructor | Vueltas | Tiempo       | Parrilla | Puntos |
| ------- | --- | ------------------- | ----------- | ------- | ------------ | -------- | ------ |
| 1       | 12  | Thomas Lüthi        | Kalex       | 20      | 40:14.293    | 9        | 25     |
| 2       | 39  | Luis Salom          | Kalex       | 20      | +9.610       | 17       | 20     |
| 3       | 24  | Simone Corsi        | Speed Up    | 20      | +9.665       | 13       | 16     |
| 4       | 55  | Hafizh Syahrin      | Kalex       | 20      | +13.558      | 15       | 13     |
| 5       | 77  | Dominique Aegerter  | Kalex       | 20      | +16.064      | 14       | 11     |
| 6       | 52  | Danny Kent          | Kalex       | 20      | +16.114      | 10       | 10     |
| 7       | 21  | Franco Morbidelli   | Kalex       | 20      | +20.047      | 5        | 9      |
| 8       | 40  | Álex Rins           | Kalex       | 20      | +20.170      | 3        | 8      |
| 9       | 22  | Sam Lowes           | Kalex       | 20      | +22.019      | 2        | 7      |
| 10      | 10  | Luca Marini         | Kalex       | 20      | +24.249      | 25       | 6      |
| 11      | 44  | Miguel Oliveira     | Kalex       | 20      | +24.254      | 21       | 5      |
| 12      | 5   | Johann Zarco        | Kalex       | 20      | +24.570      | 4        | 4      |
| 13      | 14  | Ratthapark Wilairot | Kalex       | 20      | +25.664      | 22       | 3      |
| 14      | 30  | Takaaki Nakagami    | Kalex       | 20      | +26.992      | 8        | 2      |
| 15      | 11  | Sandro Cortese      | Kalex       | 20      | +29.736      | 6        | 1      |
| 16      | 54  | Mattia Pasini       | Kalex       | 20      | +30.404      | 18       |        |
| 17      | 23  | Marcel Schrötter    | Kalex       | 20      | +38.446      | 7        |        |
| 18      | 2   | Jesko Raffin        | Kalex       | 20      | +46.363      | 24       |        |
| 19      | 32  | Isaac Viñales       | Tech 3      | 20      | +46.543      | 26       |        |
| 20      | 70  | Robin Mulhauser     | Kalex       | 20      | +1:18.323    | 27       |        |
| 21      | 33  | Alessandro Tonucci  | Kalex       | 20      | +1:25.002    | 28       |        |
| 22      | 8   | Efrén Vázquez       | Suter       | 20      | +1:39.572    | 29       |        |
| Ret     | 49  | Axel Pons           | Kalex       | 16      | Retirado     | 11       |        |
| Ret     | 97  | Xavi Vierge         | Tech 3      | 15      | Caída        | 19       |        |
| Ret     | 19  | Xavier Siméon       | Speed Up    | 14      | Caída Damage | 20       |        |
| Ret     | 73  | Álex Márquez        | Kalex       | 6       | Caída        | 12       |        |
| Ret     | 94  | Jonas Folger        | Kalex       | 2       | Caída        | 1        |        |
| Ret     | 60  | Julián Simón        | Speed Up    | 1       | Caída        | 23       |        |
| Ret     | 57  | Edgar Pons          | Kalex       | 1       | Caída        | 16       |        |
| DNS     | 7   | Lorenzo Baldassarri | Kalex       |         | No participó |          |        |
| 1.      |     |                     |             |         |              |          |        |
| Fuente: |     |                     |             |         |              |          |        |

### Resultados Moto3
| Pos.    | N.º | Piloto                 | Constructor | Vueltas | Tiempo     | Parrilla | Puntos |
| ------- | --- | ---------------------- | ----------- | ------- | ---------- | -------- | ------ |
| 1       | 23  | Niccolò Antonelli      | Honda       | 18      | 38:12.161  | 7        | 25     |
| 2       | 41  | Brad Binder            | KTM         | 18      | +0.007     | 6        | 20     |
| 3       | 21  | Francesco Bagnaia      | Mahindra    | 18      | +0.148     | 12       | 16     |
| 4       | 5   | Romano Fenati          | KTM         | 18      | +0.435     | 1        | 13     |
| 5       | 33  | Enea Bastianini        | Honda       | 18      | +0.606     | 8        | 11     |
| 6       | 8   | Nicolò Bulega          | KTM         | 18      | +0.625     | 13       | 10     |
| 7       | 9   | Jorge Navarro          | Honda       | 18      | +0.674     | 4        | 9      |
| 8       | 11  | Livio Loi              | Honda       | 18      | +1.710     | 2        | 8      |
| 9       | 65  | Philipp Öttl           | KTM         | 18      | +8.611     | 9        | 7      |
| 10      | 84  | Jakub Kornfeil         | Honda       | 18      | +10.947    | 16       | 6      |
| 11      | 95  | Jules Danilo           | Honda       | 18      | +12.379    | 22       | 5      |
| 12      | 36  | Joan Mir               | KTM         | 18      | +12.380    | 10       | 4      |
| 13      | 20  | Fabio Quartararo       | KTM         | 18      | +12.401    | 3        | 3      |
| 14      | 64  | Bo Bendsneyder         | KTM         | 18      | +12.726    | 11       | 2      |
| 15      | 44  | Arón Canet             | Honda       | 18      | +12.784    | 5        | 1      |
| 16      | 6   | María Herrera          | KTM         | 18      | +12.939    | 24       |        |
| 17      | 16  | Andrea Migno           | KTM         | 18      | +17.152    | 19       |        |
| 18      | 76  | Hiroki Ono             | Honda       | 18      | +17.367    | 29       |        |
| 19      | 19  | Gabriel Rodrigo        | KTM         | 18      | +17.451    | 18       |        |
| 20      | 7   | Adam Norrodin          | Honda       | 18      | +17.519    | 27       |        |
| 21      | 55  | Andrea Locatelli       | KTM         | 18      | +17.566    | 20       |        |
| 22      | 89  | Khairul Idham Pawi     | Honda       | 18      | +17.608    | 17       |        |
| 23      | 40  | Darryn Binder          | Mahindra    | 18      | +31.939    | 26       |        |
| 24      | 10  | Alexis Masbou          | Peugeot     | 18      | +31.949    | 21       |        |
| 25      | 58  | Juan Francisco Guevara | KTM         | 18      | +32.120    | 15       |        |
| 26      | 4   | Fabio Di Giannantonio  | Honda       | 18      | +32.333    | 28       |        |
| 27      | 17  | John McPhee            | Peugeot     | 18      | +32.547    | 30       |        |
| 28      | 24  | Tatsuki Suzuki         | Mahindra    | 18      | +32.812    | 25       |        |
| 29      | 43  | Stefano Valtulini      | Mahindra    | 18      | +34.584    | 31       |        |
| 30      | 98  | Karel Hanika           | Mahindra    | 18      | +59.105    | 23       |        |
| 31      | 77  | Lorenzo Petrarca       | Mahindra    | 18      | +59.109    | 33       |        |
| 32      | 3   | Fabio Spiranelli       | Mahindra    | 18      | +1:34.948  | 32       |        |
| Ret     | 88  | Jorge Martín           | Mahindra    | 17      | Power Loss | 14       |        |
| Fuente: |     |                        |             |         |            |          |        |